# Isla las Ánimas
Isla las Ánimas är en ö i Mexiko.   Den ligger i delstaten Baja California, i den nordvästra delen av landet, 1 700 km nordväst om huvudstaden Mexico City. Arean är 4,2 kvadratkilometer.
Terrängen på Isla las Ánimas är lite kuperad. Öns högsta punkt är 185 meter över havet. Den sträcker sig 3,4 kilometer i nord-sydlig riktning, och 3,9 kilometer i öst-västlig riktning.